# Concerto grosso № 1 (Шнітке)

## Виконавський склад
- 2 скрипки
- Клавесин
- Підготовлене фортепіано
- Струнний оркестр

Фортепіано потребує особливої підготовки. Вказівку на рахунок цього автор розмістив на початку партитури твору:
|  | Фортепіано препароване (препарується тільки текст, занотований в скрипковому ключі) — між струнами та демпферами затискають однокопієчні монети таким чином, щоб у кожній трійці струн була піднята середня та притиснуті вниз крайні. При цьому стрій понижується на 1/2 тону або 1 тон (в залежності від конкретного інструменту), тобто фортепіано в препарованому регістрі перетворюється на транспонуючий інструмент in H або in B (стрій можна регулювати, міняючи відстань між монетою та демпфером). Піаністу необхідно спочатку визначити оптимальний для даного інструменту варіант транспорту, потім виписати свою партію (тільки те, що у скрипковому ключі) на 1/2 тону або 1 тон вище для того, щоби в підсумку звучали виписані у партитурі ноти, потім препарувати відповідні клавіші. Партія фортепіано потребує дуже сильного посилення через мікрофон, вона має звучати значно голосніше за оркестр. Партія клавесину також потребує підсилення, але незначного і не змінюючого тембру. |

## Структура
Твір складається з шести частин:
- Прелюдія
- Токата
- Речитатив
- Каденція
- Рондо
- Постлюдія

## Музична мова
У творі послуговується особливостями жанру, що склалися історично: це змагання між різними оркестровими групами (тут, радше, між соло та tutti), чергування частин за принципом контрасту (настроїв, темпу). Основа стилю твору — це властивий творчості Шнітке полістилізм: автор використовує алюзії та стильові натяки на твори композиторів-класиків.

## Автор про свій твір
|  | Травня 1976 року Ґ. Кремер і Т. Грінденко попросили мене написати твір для них та для литовского камерного оркестру під керуванням Саулюса Сондецкіса. Якби тоді мені хто-небудь сказав, що впродовж року цей твір буде кілька раз виконано та записано на грампластинку, я би не повірив у це, оскільки зазвичай я працюю дуже повільно, роблю кілька варіантів і перший варіант до кінця не доводжу. Однак до кінця 1976 року партитура була готова, і коли я передав її Ґідону Кремеру, 26 лютого 1977 року до його тридцятиріччя, він мав намір зіграти її за найближчої можливості, тобто 20 березня у Ленінграді. Це мені здавалося неможливим, та все, що хоче Ґідон Кремер, вдається: впродовж десяти днів весь матеріал було розписано на копії та після трьох репетицій під керуванням нашого загального друга Ері Класа (з Таллінна) відбулася прем'єра. Після цього я зробив кілька скорочень, і Ґ. Кремер й Т. Грінденко зіграли цей твір у Вільнюсі, Москві, Ризі, Таллінні, Будапешті. У серпні під час Зальцбурзького фестивалю вони зробили запис на грампластинку з Лондонським симфонічним оркестром під керуванням Г. Рождественського. Протягом кількох років я відчував бажання писати музику для театру та кіно. Спершу це приносило мені задоволення, потім почало тяготити мене, далі мене осінило: задача мого життя — це подолання розриву між «Е» та «U»*, навіть якщо я при цьому зламаю собі шию. Мені ввижається утопія єдиного стилю, де фрагменти Е та U є не іронічними вкрапленнями, а елементами різноманітної музичної реальності: елементи, що в своєму вираженні реальні, хоч їми можна і маніпулювати — чи це джаз, поп, рок або серія (оскільки й авангардистське мистецтво стало товаром). Для художника є лише одна можливість відійти від маніпулювання — піднятися у своїх індивідуальних прагненнях над матеріальними табу, якими маніпулюють зовні і отримати право на особисте, вільне від сектанських забобонів відображення музичної ситуації (як, наприклад, у Малера чи Айвза). Тому в рамках неокласичного Concerto grosso я увів деякі уривки, що не узгоджуються зі стилем (які раніше були уривками для кіно): бійкий дитячий хорал (на початку першої частини та в кульминації п'ятої, а також як приспів у інших частинах), ностальгічно-атональну серенаду — тріо (в другій частині), гарантовано оригінального Кореллі (зроблено в СРСР) і улюблене танго моеї бабусі, яке грає її прабабуся на клавесині (в п'ятій частині)… Але всі ці теми цілком узгоджуються між собою (падаюча секста, подихи секунд), я цілком сприймаю їх всерйоз. __________ - «Е» (Ernst) — серйозна музика, «U» (Unter haltung) — розважальна музика. |